# Infanterieregiment Großdeutschland
Het Infanterieregiment Großdeutschland / Infanterieregiment Großdeutschland 1 / Grenadierregiment Großdeutschland  was een Duitse eenheid van de Wehrmacht in de Tweede Wereldoorlog. Het Infanterieregiment Großdeutschland was een elite ceremoniële en gevechtseenheid. Oorspronkelijk gevormd in 1921 als Wachregiment Berlin, werd het regiment omgedoopt in 1939. Het regiment vormde het tegenwicht tegen de Waffen-SS voor het Duitse Heer. Het regiment kwam in actie in de Lage Landen, Joegoslavië en aan het oostfront. Toen de eenheid in 1942 uitgebouwd werd tot volledige divisie, bleef het regiment zelf bestaan als Infanterieregiment Großdeutschland 1, een van de twee regimenten in de divisie. Het regiment werd uiteindelijk vernietigd in Pillau in 1945.

## Voorgeschiedenis
Op 12 juni 1939 werd uit delen van het Wachregiment Berlin en delen van het Infanterie-Lehr-Regiment Dallgow-Döberitz het Infanterieregiment Großdeutschland gevormd, dat op dat moment uit twee bataljons bestond. Dit gebeurde in de Moabit-kazerne. In augustus moest de nieuw gevormde eenheid een Führer-escortedetachement (Führer-Begleitkommando) overdragen, wiens taak en de opvolgers ervan het bewaken van het Führer-hoofdkwartier waren. De eenheid werd op 21 oktober 1939 verplaatst naar het militaire oefengebied Grafenwöhr. Hier werden nog twee bataljons toegevoegd en het nieuwe regiment werd nu gemotoriseerd, zodat de naam nu Infanterieregiment (mot.) Großdeutschland werd. In november 1939 werd het regiment verplaatst naar het Westerwald, rond Montabaur en Westerburg.

## Inzet van het regiment

### Frankrijk- en Balkanveldtocht

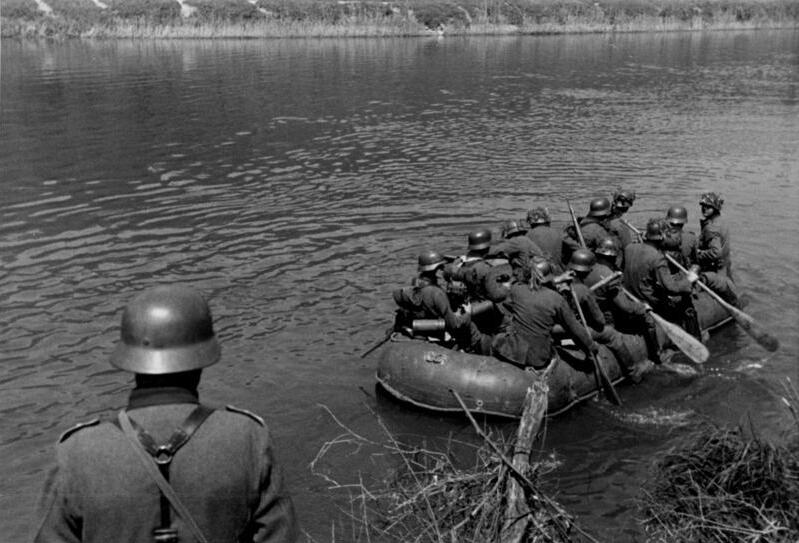
Maas-overgang bij Aiglemont, 14 mei 1940

Het Infanterieregiment (mot.) Großdeutschland werd in 1940 voor het eerst in de strijd ingezet. Het regiment nam deel aan de Franse campagne, vaak afwisselend toegewezen aan verschillende pantserdivisies. Aanvankelijk maakte het regiment deel uit van het 19e Gemotoriseerde Korps van General der Panzertruppe Heinz Guderian. Het regiment was in tweeën gesplitst. De hoofdmacht trok met het pantserkorps op, maar het 3e bataljon nam op 10 mei 1940 deel aan Operatie Niwi. Het regiment rukte op naar Sedan en rukte vandaar op naar de Kanaalkust en vocht vanaf 23 mei rond Duinkerke. Voor de tweede helft van de veldtocht was het regiment vanaf 6 juni 1940 betrokken bij de doorbraak van de Weygandlinie en trok vanaf Saint-Fuscien op. Dezelfde avond werd reeds Flers-sur-Noye. Daarna volgde een rokade en rukte het regiment op als onderdeel van Panzergruppe Kleist richting Lyon. Na afloop van de veldtocht tegen Frankrijk werd het regiment verplaatst naar Colmar om daar opgefrist te worde. Het regiment had in deze veldtocht 221 gesneuvelden, 830 gewonden en 57 vermisten te betreuren. Daarmee was een kwart van het regiment uitgevallen.
Het regiment had ook een primeur tijdens deze veldtocht. Toegevoegd aan het regiment was Sturmgeschütz-Batterie 640, de eerste zelfstandige Sturmgeschütz-batterij, uitgerust met Sturmgeschütz III. Na de veldtocht werd deze batterij organiek toegevoegd aan het regiment als 16e compagnie.
In september 1940 van een verplaatsing naar de Oefenterreinen Belfort en Le Valdahon. Daar werd een artilleriebataljon (Artillerie-Abteilung 400) en een verzorgingseenheid toegevoegd en werd het regiment weer opgefrist. Er werd getraind voor de inval in Groot-Brittannië (Operatie Seelöwe) en Gibraltar (Unternehmen Felix), maar beide operaties werden uiteindelijk niet uitgevoerd.
Begin april 1941 werd de eenheid per spoor van Frankrijk naar Wenen en vandaar verder naar Roemenië vervoerd en werd ingezet tijdens de Balkanveldtocht. Het regiment was onderdeel van het  41e Gemotoriseerde Korps en naam op 11 april deel van de opmars naar en de inname van Belgrado. Op 13 april volgde nog een kort uitstapje naar Pančevo. De daaropvolgende maand was het regiment bezettingsmacht in Joegoslavië. Daarna volgde een verplaatsing naar het gebied ten zuiden van Warschau, rond Żelechów. 

### Veldtocht tegen de Sovjet-Unie

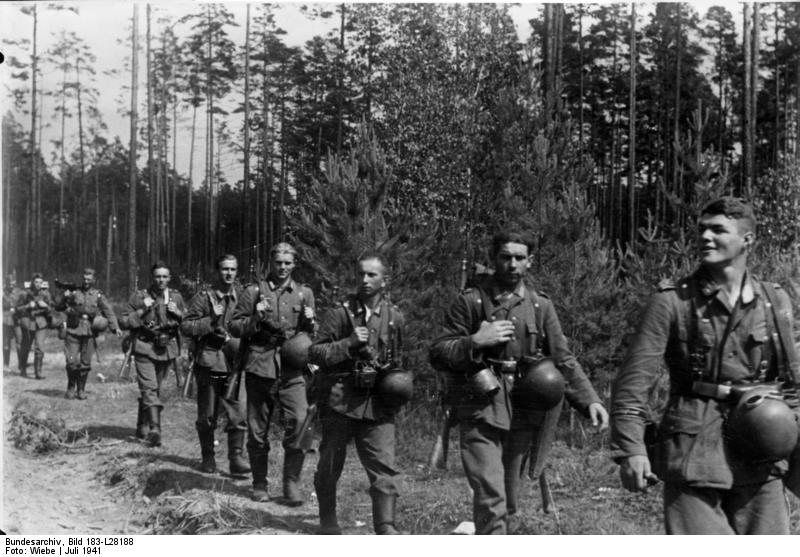
Infanterie van het regiment rukt op door een bos in Rusland, juli 1941

Het regiment was voor Operatie Barbarossa onderdeel van de reserve van Panzergruppe 2. Het regiment stak de grens bij Brest-Litovsk pas op 25 juni 1941, drie dagen na het begin van de campagne, over. Er volgde een opmars in de richting van Minsk, dat op 2 juli bereikt werd. Bij Byerazino werd de Berezina overgestoken. Op 9 juli werd de Dnjepr bij Mahiljow overgestoken, gevolgd door gevechten ten oosten daarvan. Vanaf eind juli moest het regiment de moeilijkste verdedigingsgevechten doorstaan in de beruchte Jelnya-boog. Daarna nam het regiment deel aan de omsingeling van de Sovjettroepen rond Kiev. Vanaf Konotop volgde een opmars naar het zuiden tot Romny, waarbij de pocket rond Kiev gesloten werd.
Na het einde van deze strijd verschoof de focus van de gevechten weer naar Heeresgruppe Mitte, dat nu opnieuw de taak kreeg om voor het begin van de winter het oude doel Moskou te bereiken. Na aanvankelijke successen, maar ook een stop door de Raspoetitsa, bereikte het regiment het gebied rond Toela en als verste punt Venev. Daar werd het regiment begin december geraakt door het Sovjet tegenoffensief en in drie weken tijd ver teruggedreven tot rond Bolchov. Daar werd standgehouden in een bruggenhoofd aan de Oka. Van eind januari tot 29 februari 1942 volgde nog inzet rond Belev. Tegen deze tijd beschikte het regiment nog maar over drie officieren en dertig onderofficieren en manschappen; in de afgelopen maanden waren 900 man omgekomen en raakten ongeveer drieduizend gewond. Daarna volgde een relatief rustige periode tot begin april 1942. Het regiment werd daarop uit het front gehaald en verplaatst naar Retsjytsa.

## Einde van zelfstandigheid
Het Infanterieregiment (mot.) Großdeutschland werd op 12 april 1942 bij Retsjytsa omgedoopt in Infanterieregiment Großdeutschland 1. Daarmee werd het regiment een van de regimenten van de Gemotoriseerde Divisie Großdeutschland. In feite werd het oorspronkelijke regiment Großdeutschland dus opgeschaald naar divisiestatus, maar bleef als regiment bestaan. De rest van de divisie werd eenvoudigweg toegevoegd.

## Infanterieregiment Großdeutschland 1
Het regiment werd tegen 31 mei 1942 met de rest van de nieuwe divisie geheel verzameld bij Orjol en werd vrijwel meteen ingezet in het Duitse zomeroffensief van 1942. Op 1 oktober 1942 werd het regiment bij Rzjev omgedoopt in Grenadierregiment Großdeutschland.

## Grenadierregiment Großdeutschland

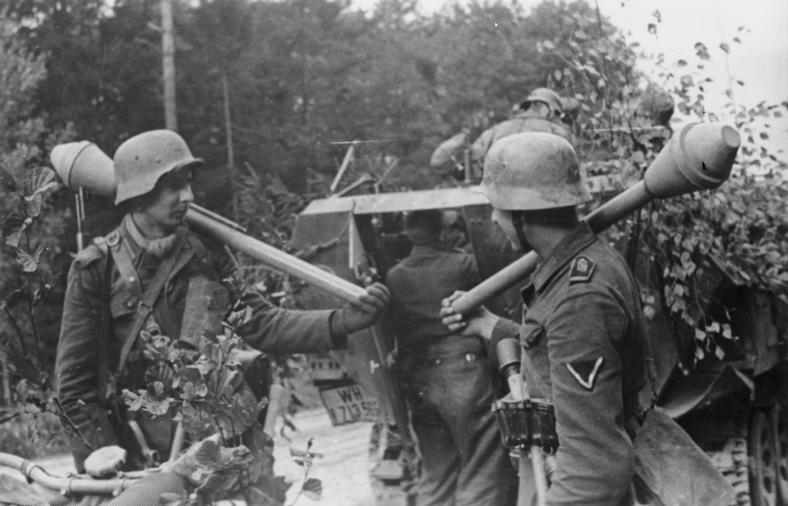
Grenadiers in het Memelbruggenhoofd, december 1944

Die nieuwe naam was onderdeel van het zorgvuldig gecreëerde imago van Großdeutschland. Het regiment werd vernoemd naar de grenadier, oorspronkelijk een soldaat die gespecialiseerd was in het werpen van handgranaten.
Het regiment bleef bij de divisie gedurende zijn hele bestaan. Op 20 december werd het regiment omgevormd. Het 3e bataljon werd eruit gehaald en onder het in oprichting bevindende Pantserkorps Großdeutschland geplaatst als I./Korps-Fuselierregiment Großdeutschland. Tevens werden enkele ondersteunende compagnieën overgeheveld.
Tegen het einde van de oorlog werd het regiment ingezet in de gevechten op Samland. Tegen 25 april 1945 had het regiment op Samland en in Pillau. zulke zware verliezen geleden, dat deze eigenlijk opgehouden had te bestaan. De schamele resten van het regiment werden per schip geëvacueerd naar Hela en vandaar naar Bornholm en Fehmarn en capituleerden daar voor Britse strijdkrachten.

## Speciale merktekens

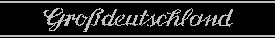
Mouwstreep “Großdeutschland” in oud Latijns schrift

Om de elitestatus van de eenheid te benadrukken, mocht zij speciale insignes dragen; De bekendste was een belettering met het woord “Großdeutschland” in Sütterlin-schrift of Oud-Latijns schrift. Deze mouwstreep werd twaalf centimeter boven de onderkant van de mouw gedragen. Omdat de eenheid tot de Wehrmacht behoorde en niet tot de Waffen-SS, droegen de soldaten de mouwstreep op hun rechtermouw. Een ander speciaal kenmerk was een ineengestrengelde “GD” die op de epaulet ten was aangebracht. Er waren ook langere kraagvlechten gepland. Alle voertuigen in de Divisie Großdeutschland droegen een ‘witte stalen helm’, zijdelings afgebeeld, van rechts naar links gericht.

## Samenstelling
Versterkt Infanterieregiment (gemotoriseerd) Großdeutschland (1940)
- 3 bataljons met elk drie compagnieën en een zware (mitrailleur) compagnie
- 4e bataljon met een 13e (le.IG) compagnie, 14e (Pz.Jg.) compagnie, 15e (s.IG ) compagnie en 16e Sturmgeschützbatterij

De volgende versterkingstroepen werden later aan het regiment toegewezen:
- 5e bataljon met 17e (motorfiets) compagnie, 18e (genie) compagnie, 19e (inlichtingen) compagnie en 20e (luchtafweer) compagnie
- artilleriebataljon (Artillerie-Abteilung 400)
- bevoorradingstroepen 400

Infanterieregiment Großdeutschland 1 (1942)
- 3 bataljons met elk vijf compagniën
- 4e bataljon met 16e (luchtafweer) compagnie, 17e (IG) compagnie, 18e (antitank) compagnie

Grenadierregiment Großdeutschland (augustus 1944)
- 3 bataljons met elk vier compagnieën
- 13e (sIG) compagnie, 14e (genie) compagnie, 15e (antitank) compagnie, 16e (luchtafweer) compagnie

Grenadierregiment Großdeutschland (december 1944)
- 2 bataljons met elk vier compagnieën
- 9e (sIG) compagnie, 10e (genie) compagnie

## Commandanten
{{{annotations}}}
| Rang                                                                    | Naam                           | Begin            | Eind              |
| ----------------------------------------------------------------------- | ------------------------------ | ---------------- | ----------------- |
| Oberstleutnant                                                          | Wilhelm-Hunold von Stockhausen | 1 juni 1939      | februari 1940     |
| Oberstleutnant                                                          | Gerhard Graf von Schwerin      | februari 1940    | 18 mei 1940       |
| Oberst                                                                  | Wilhelm-Hunold von Stockhausen | 18 mei 1940      | 1 augustus 1941   |
| Oberst                                                                  | Walter Hörnlein                | 1 augustus 1941  | 1 april 1942      |
| Oberst                                                                  | Otto Köhler                    | 1 april 1942     | 1 december 1942 † |
| Major                                                                   | Karl Lorenz                    | 1 december 1942  | 14 december 1942  |
| Oberst                                                                  | Kurt Moehring                  | 14 december 1942 | 14 januari 1943   |
| Major vanaf 1 februari 1943 Oberstleutnant vanaf 1 augustus 1943 Oberst | Karl Lorenz                    | 14 januari 1943  | 1 augustus 1944   |
| Major                                                                   | Hugo Schimmel                  | 1 augustus 1944  | augustus 1944     |
| Major                                                                   | Harald Krieg                   | oktober 1944     |                   |
| Major                                                                   | Wolfgang Heesemann             | 1 november 1944  | 6 februari 1945 † |
| Major                                                                   | Friedrich-Karl Krützmann       | februari 1945    | 25 april 1945     |

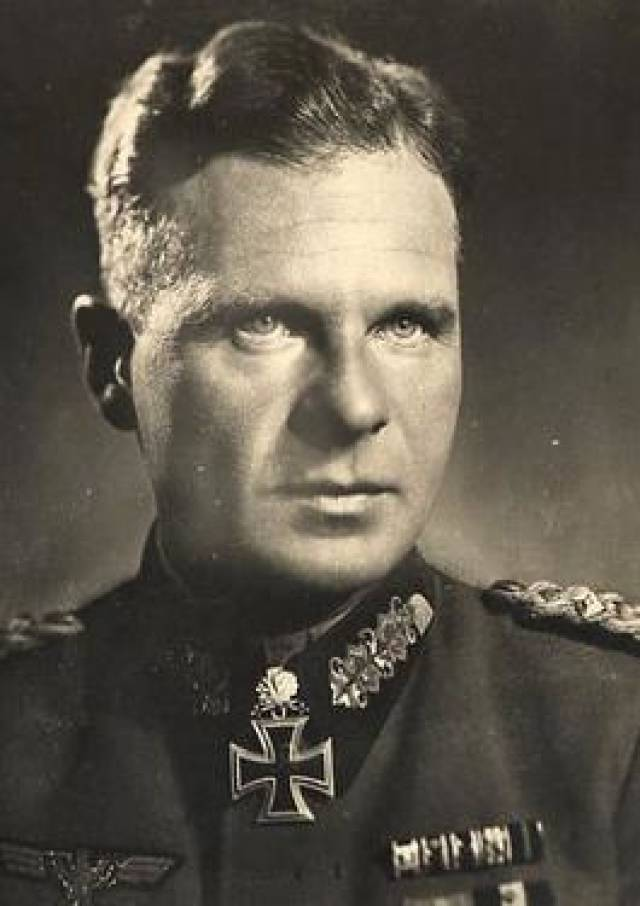
Graf von Schwerin

Oberstleutnant von Schwerin was de tijdelijke vervanger voor Oberst von Stockhausen, wegens diens ziekte. Oberst Köhler sneuvelde door een mortiergranaatsplinter bij Tsjernossekovo tijdens de gevechten in de Lutschessa-vallei. Major Heesemann sneuvelde in gevechten bij Waldpothen.